# Villa „Hoffnung“ (Bad Freienwalde)

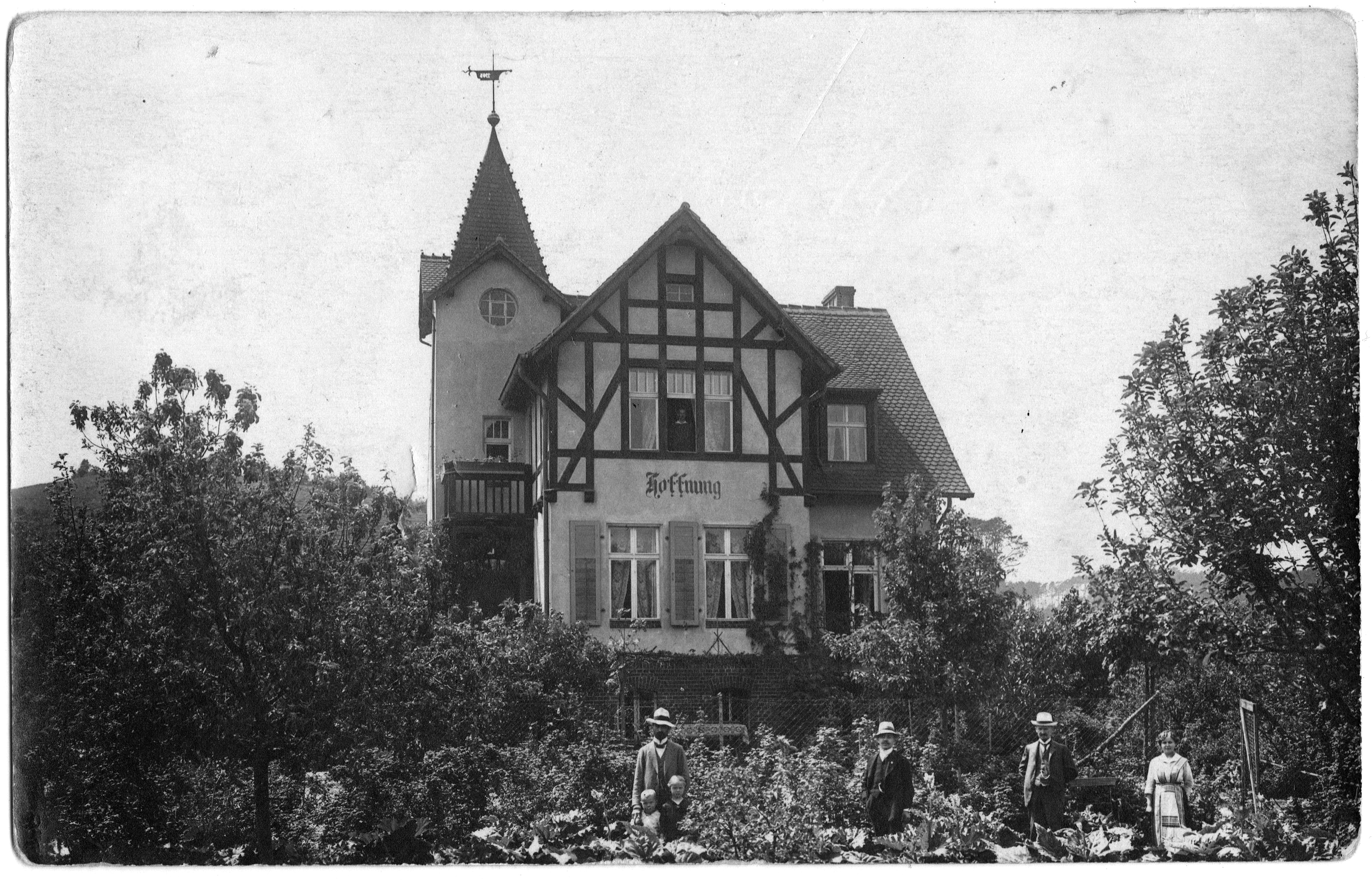
Postkarte: Vegetarisches und Diät-Erholungsheim „Hoffnung“, Bad Freienwalde, 21. Mai 1914

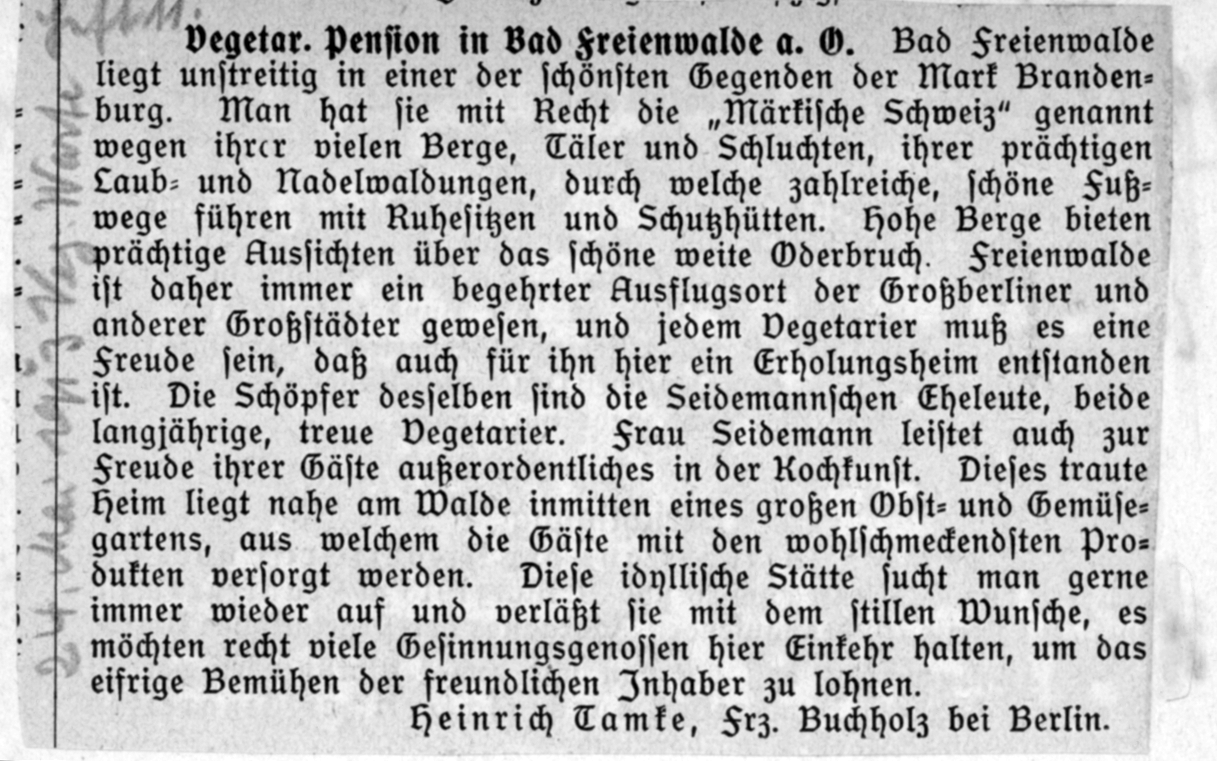
Vegetarische Pension in Bad Freienwalde a. O., Vegetarische Warte, 1913

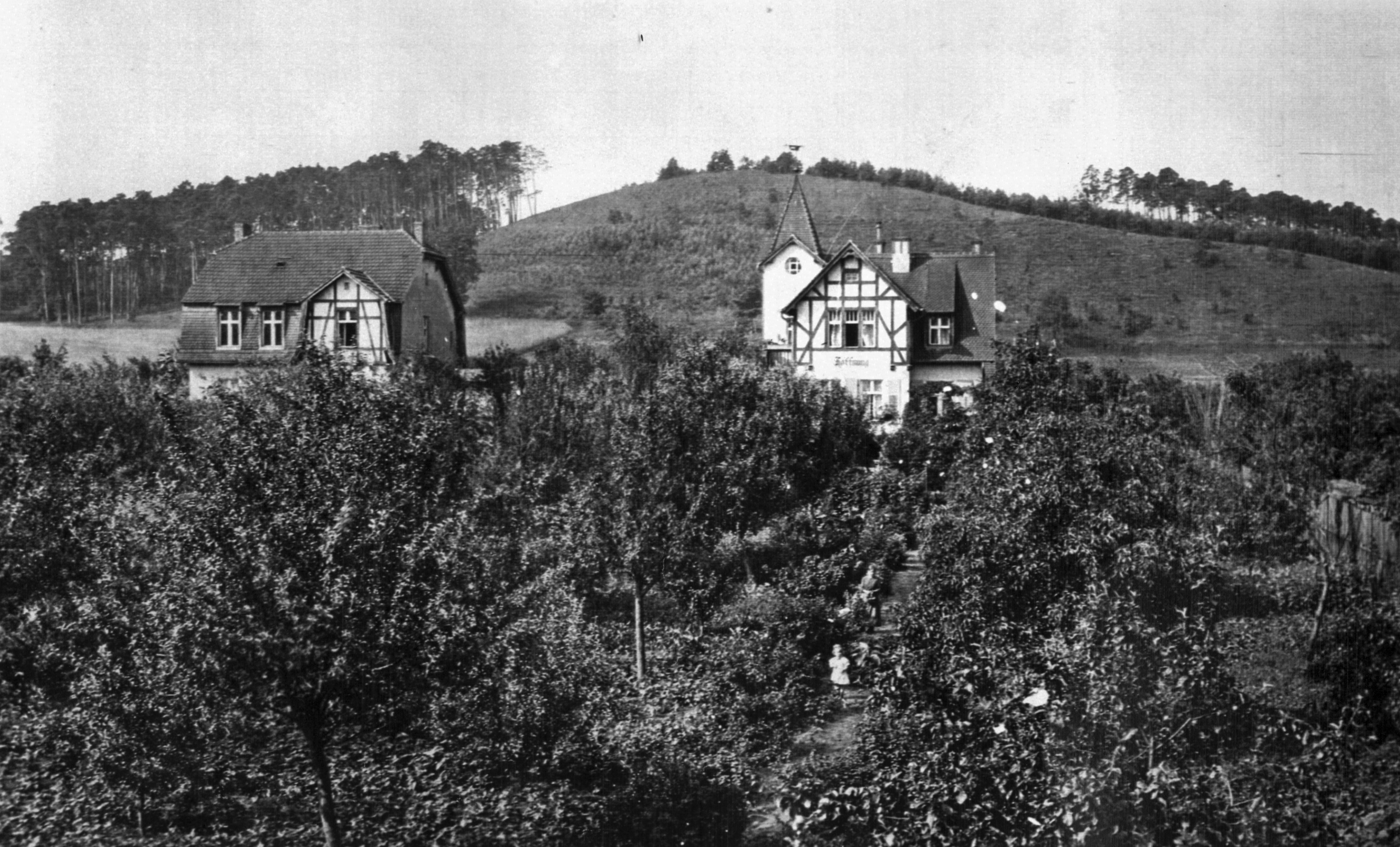
Vegetarisches und Diät-Erholungsheim „Hoffnung“, Bad Freienwalde, Blick von Hauptstraße, Villenensemble mit der Villa „Hoffnung“ (1905) rechts und der Villa Trubach (1907) links, Bad Freienwalde, 1915

Die Villa „Hoffnung“ ist eine Gründerzeitvilla im Heimatstil außerhalb des als Denkmalbereich ausgewiesenen historischen Stadtkerns von Bad Freienwalde, südöstlich des städtischen Friedhofs an der nach Altranft führenden Frankfurter Straße (B 167). Die Fassade ist geprägt durch ein souterrainartiges, ziegelsichtiges Sockelgeschoss und ein dominantes zweigeschossiges Zwerchhaus mit fachwerksichtigem Giebel unter Satteldach, gerahmt von einem Balkon auf der einen und dem zurückspringenden Treppenturm mit Haupteingang auf der anderen Seite. Der dreigeschossige Turm wird dreiseitig von Blendgiebeln mit integrierten Rundfenstern bekrönt und trägt einen pyramidalen Turmhelm mit der das Baujahr ausweisenden Wetterfahne.

## Geschichte
Die Villa wurde 1905 von dem Freienwalder Maurer- und Zimmermeister Otto Seidemann für den Gerichtskastellan Wilhelm Schulz errichtet und bereits 1909 an Ottos Bruder Wilhelm Seidemann verkauft, der hier (unter der ehemaligen Anschrift Wriezener Straße 51B) bis zum Beginn des Zweiten Weltkrieges ein „Vegetarisches und Diät-Erholungsheim mit Luft- und Sonnenbad“ betrieb.
In Brandenburg stellt dieses Vegetarische und Diät-Erholungsheim die bisher einzige bekannte Einrichtung dar, in der die seit Ende des 19. und in der ersten Hälfte des 20. Jahrhunderts propagierte naturgemäße Lebensweise in diesem Umfang konsequent praktiziert wurde und für die der Name „Hoffnung“ Programm war. Die städtebauliche Bedeutung der Grundstücksbebauung mit Villa, Hofgebäude und Gästehaus veranschaulicht sich vor allem in der weitgehend separaten Lage außerhalb der früheren Stadtgrenzen und durch den noch heute erlebbaren direkten Landschaftsbezug innerhalb der stadtnahen Umgebung, die die optimalen Voraussetzungen für diese Nutzung boten.

## Wilhelm Seidemann

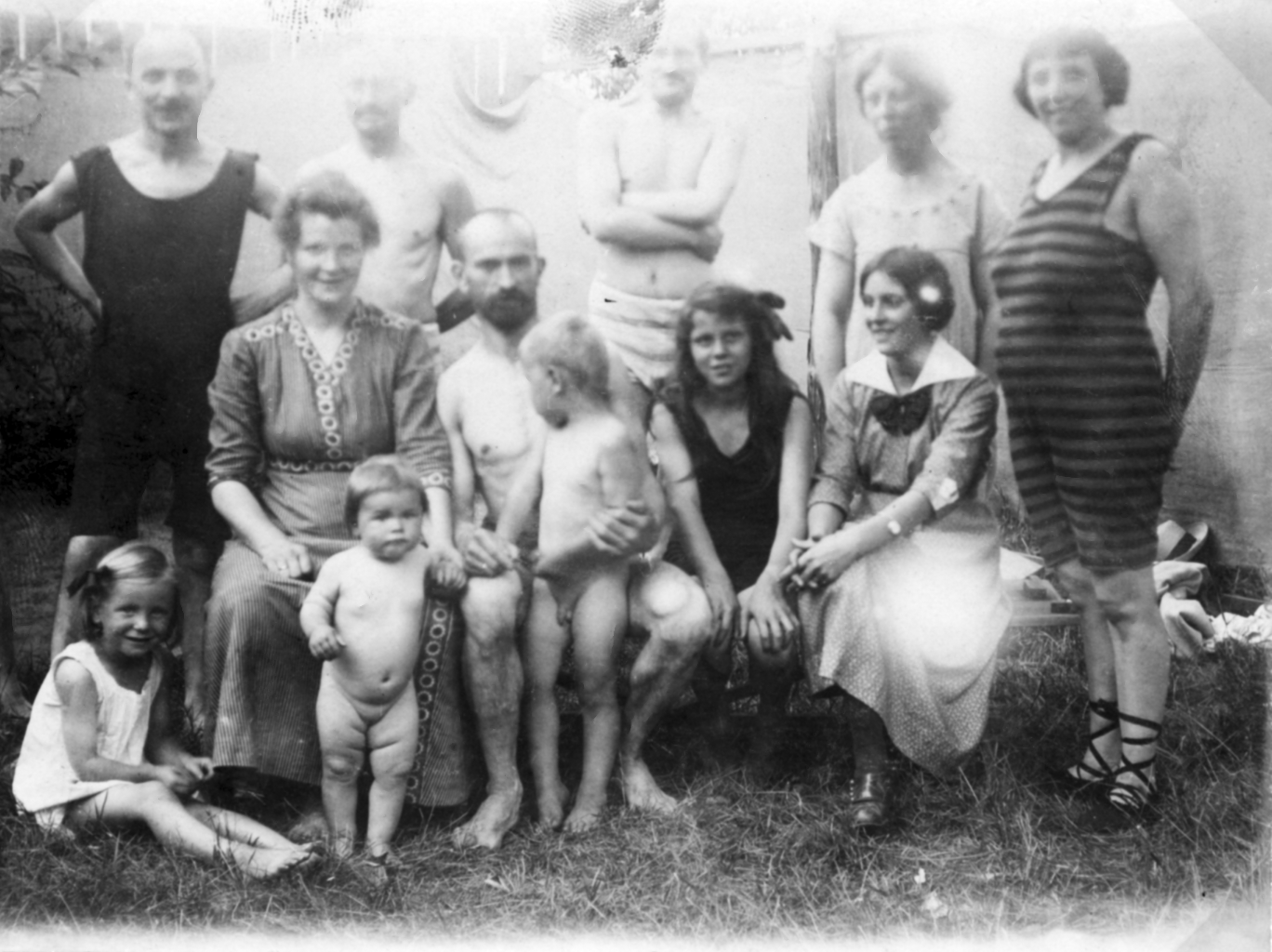
Luft- und Sonnenbad des Vegetarischen und Diät-Erholungsheims „Hoffnung“, Bad Freienwalde, 1914, Anna Seidemann sitzend links, Wilhelm Seidemann, unbekleidet mit Bart sitzend rechts daneben.

Wilhelm Seidemann (* 17. September 1879 in Ruhland; † 10. Dezember 1949 in Bad Freienwalde) hatte eine Gärtnerausbildung beendet, in London die Orchideenzucht erlernt und sich in Paris und Brüssel vorrangig mit dem Obstbau beschäftigt, bevor er sich der aufkommenden Freidenkerbewegung anschloss, Vegetarier wurde und die natürliche Lebens- und Heilweise praktizierte und propagierte. Im September 1904 nahm Wilhelm am Freidenker-Weltkongress in Rom teil, zu dem er mit dem Fahrrad und zu Fuß reiste und auf dem Ernst Haeckel zum „Gegenpapst“ ausgerufen wurde. Anschließend reiste er zu Fuß bis nach Neapel und Capri und kam schließlich über den Gotthardpass und die Axenstrasse nach Deutschland zurück. Wilhelm Seidemann legte 1910/11 die heute noch existierende Lindenallee zum Waldhaus „Coethenerheim, Erziehungsanstalt für Knaben“ an. In den Jahren 1915 bis 1918 war er Soldat (Landsturm) und nahm an den Kämpfen in Kowno (Kaunas), Wilna (Vilnius) und Orany (Varėna) teil.

## Vegetarisches und Diät-Erholungsheim

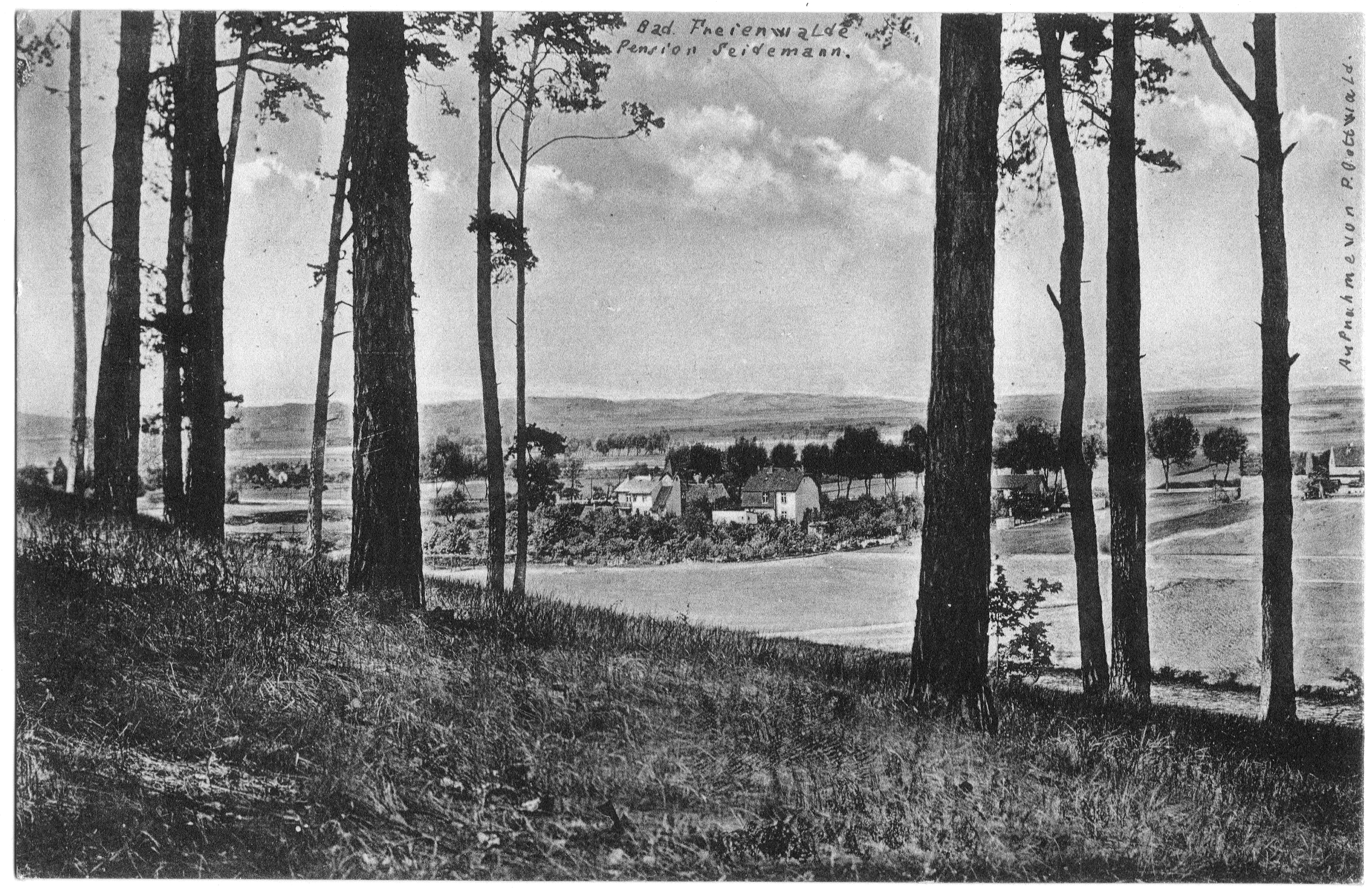
Postkarte: Vegetarisches und Diät-Erholungsheim „Hoffnung“, Bad Freienwalde, Blick vom Ferkelberg über die Oderaue in die Neumark, Villenensemble mit der Villa „Hoffnung“ (1905) links und der Villa Trubach (1907) rechts, 14. November 1912.

Seine Frau Anna Seidemann, geb. Körlin (* 28. Februar 1886 in Erfurt; † 1973 in Berlin) war ausgebildete vegetarische und Diät-Köchin. So richtete Wilhelm Seidemann mit ihr 1909 in der Villa „Hoffnung“ ein Vegetarisches und Diät-Erholungsheim ein und legte für die vegetarische Diätküche einen großen Obstgarten an, in dem er zahlreiche alte Sorten veredelte und mit den Früchten sogar das Berliner Hotel „Adlon“ belieferte. Es gab Apfelbäume wie die Goldrenette von Blenheim, Wintergoldparmären, Bismarck-, Zitronen- und Eiseräpfel, unter den Birnbäumen die Gräfin von Paris, die Köstliche aus Charneux, die Gute Luise von Avranches, die Gute Graue und die Boscs Flaschenbirne, Walnussbäume und Haselnussbäume. Dazu gehörten ein umfangreicher eigener Gemüseanbau mit Spargelfeld und Kirschplantage auf dem Gelände am Waldrand sowie zahlreiche Bienenvölker zur Versorgung mit Honig. Für die Verpflegung sorgte die Ehefrau mit zwei Dienstmädchen und einer Gartenhilfe. Hierbei ist eine gewisse Toleranz gegenüber Nicht-Vegetariern hervorzuheben. Das Prospekt des Erholungsheim von 1932 führt hierzu aus:

„Übergängern zur Reformdiät wird auf eigenen Wunsch oder ärztliches Anraten zweimal wöchentlich Fleisch oder Fisch als Beigabe gewährt. Die Gastgeber glauben damit mehr für die Verbreitung der Diät-Reformbewegung zu wirken, als wenn sie solche an sich seltenen Wünsche ablehnten. Hat doch erfahrungsgemäß das Beispiel und der gesundheitliche Erfolg der übrigen Gäste, die als Übergänger gekommen meist schnell von der gesünderen fleischfreien Lebensweise überzeugt, sie oft auf die Fleisch- bzw. Fischbeigaben verzichten lassen und für die rein vegetarische Diät gewonnen.“

Sehr modern und aktuell wurde die Bedeutung regionaler Lebensmittel hervorgehoben:

„Hierzu kommt, wie Gäste immer wieder hervorheben, daß frisch verwendetes Gemüse und Ost eine ganz andere vegetarische Verpflegung ermöglichen als die in der Großstadt aus dritter und vierter Hand erstandenen, oft nicht mehr vollwertigen Erzeugnisse. Es ist deshalb auch Prinzip der Gastgeber, frische und Originalprodukte allen Kunstprodukten vorzuziehen.“

Das Motto des Vegetarischen und Diät-Erholungsheim war:

„Die besten Ärzte der Welt,

trotz aller Neider, aller Hasser;

Es sind im Bunde treu gesellt:

Diät, Bewegung, Luft,

Licht und Wasser!“

### Luft- und Sonnenbad
Im Garten hinter der Villa „Hoffnung“ wurde ein Luft- und Sonnenbad mit Dusche und Ruheliegen eingerichtet und ein sechs Morgen großes Sonnenbad am Südhang des heute bewaldeten Ferkelberges angelegt, wo Bewegung an Luft und Sonne mit Atemübungen und Medizinballtraining praktiziert wurden.
Die Therapie basierte auf der „Atmosphärischen Kur“ von Arnold Rikli, dem „Sonnendoktor“, bei der Patienten mit Wasser-Luft-Licht-Therapien, Arbeits- und Spielbeschäftigung an der frischen Luft, intensiven Sonnenbädern (Heliotherapie) und einer vegetarischen Diät behandelt wurden. Das wesentliche Prinzip der „Atmosphärischen Kur“ besteht im „atmosphärischen Wechselreiz“ von Wasser, Luft und Licht, das das körperliche und seelische Gleichgewicht wiederherstellen soll.

„Wasser tut’s freilich,

Alles doch nicht,

Höher die Luft steht,

Am höchsten das Licht“

Ähnliche Lichtbäder gab es in Arnold Riklis Naturheilanstalt Mallnerbrunn in Veldes (Bled, Slowenien) und im Sanatorium von Henri Oedenkoven und Ida Hofmann auf dem Monte Verità in Ascona im Schweizer Kanton Tessin.

### Licht-Luft-Hütte

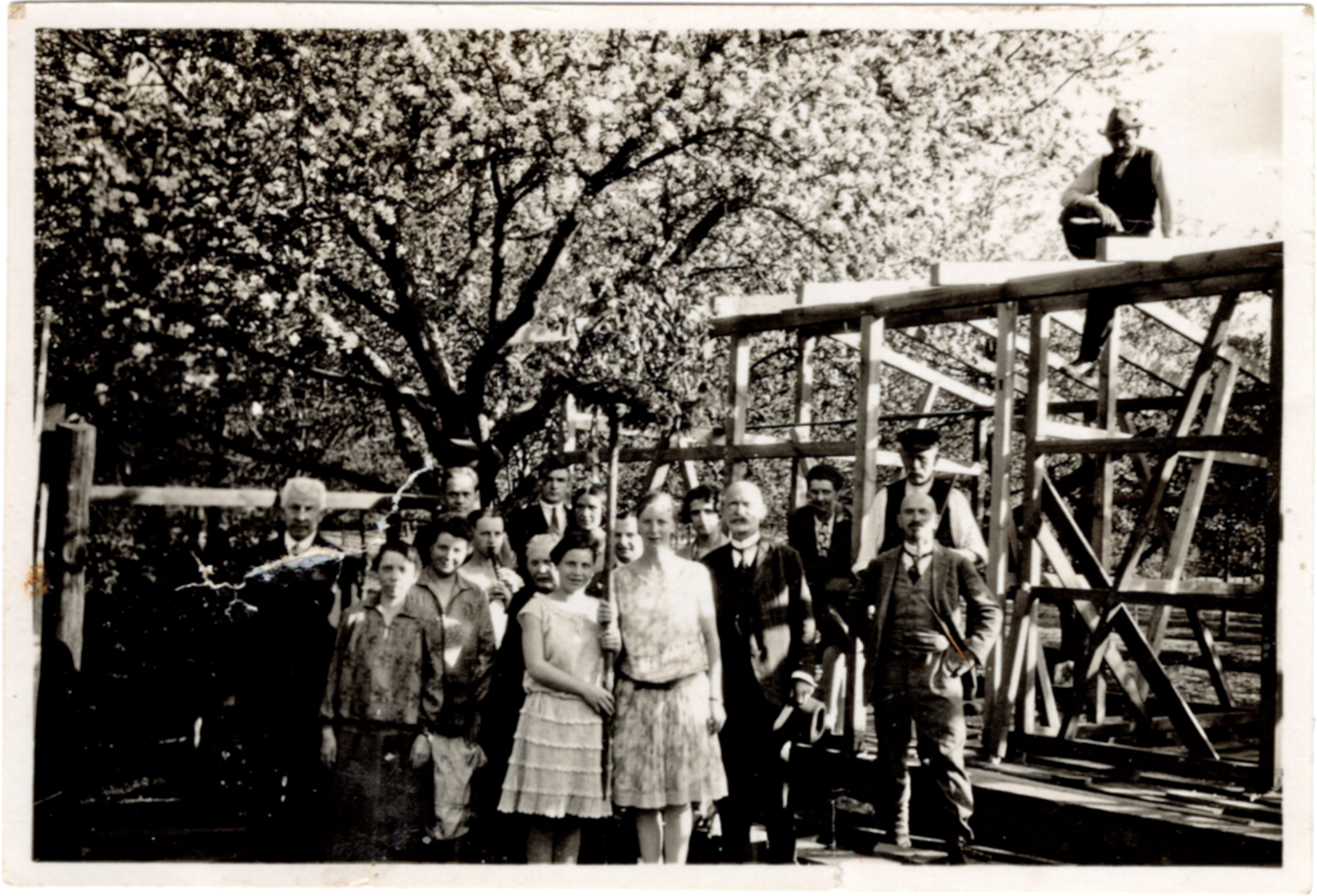
Rohbau der Licht-Luft-Hütte des Vegetarischen und Diät-Erholungsheims „Hoffnung“, Bad Freienwalde, 1929.

Das Gästehaus wurde 1929 im Stil der Licht-Luft-Hütten aus Monte Verità errichtet. Die Licht-Luft-Hütten im Monte Verità Stil sind die Weiterentwicklung der einfachen Licht-Luft-Hütten von Arnold Rikli. Dabei handelt es sich um einfach ausgestattete Holzhütten mit doppelten Wänden und einem Fundament aus Stein. Das Mobiliar beschränkte sich auf das Wesentliche, Eisenbett, Stühle, Waschtisch und Holzofen. Ein zentrales Element dieser gesunden Hütte war die der Sonne zugewandte Loggia. Eine Abwendung vom überladenen, erstickenden Wohnen des Historismus und dem parasitären Lebensstil des bürgerlichen Establishment zurück zum einfachsten Leben in Genügsamkeit und Demut sollte den kranken Menschen zurück zur ursprünglichen Natur und damit zur Gesundheit führen. Die Licht-Luft-Hütte ist eine perfekt passende, eng anliegende Hülle des reinen, gesunden Körpers. Die vegetarische Pension hatte zahlreiche Gäste u. a. aus Schweden und England und durch den Bau des Gästehauses im Luft- und Sonnenbad entstanden vier zusätzliche Gästezimmer.

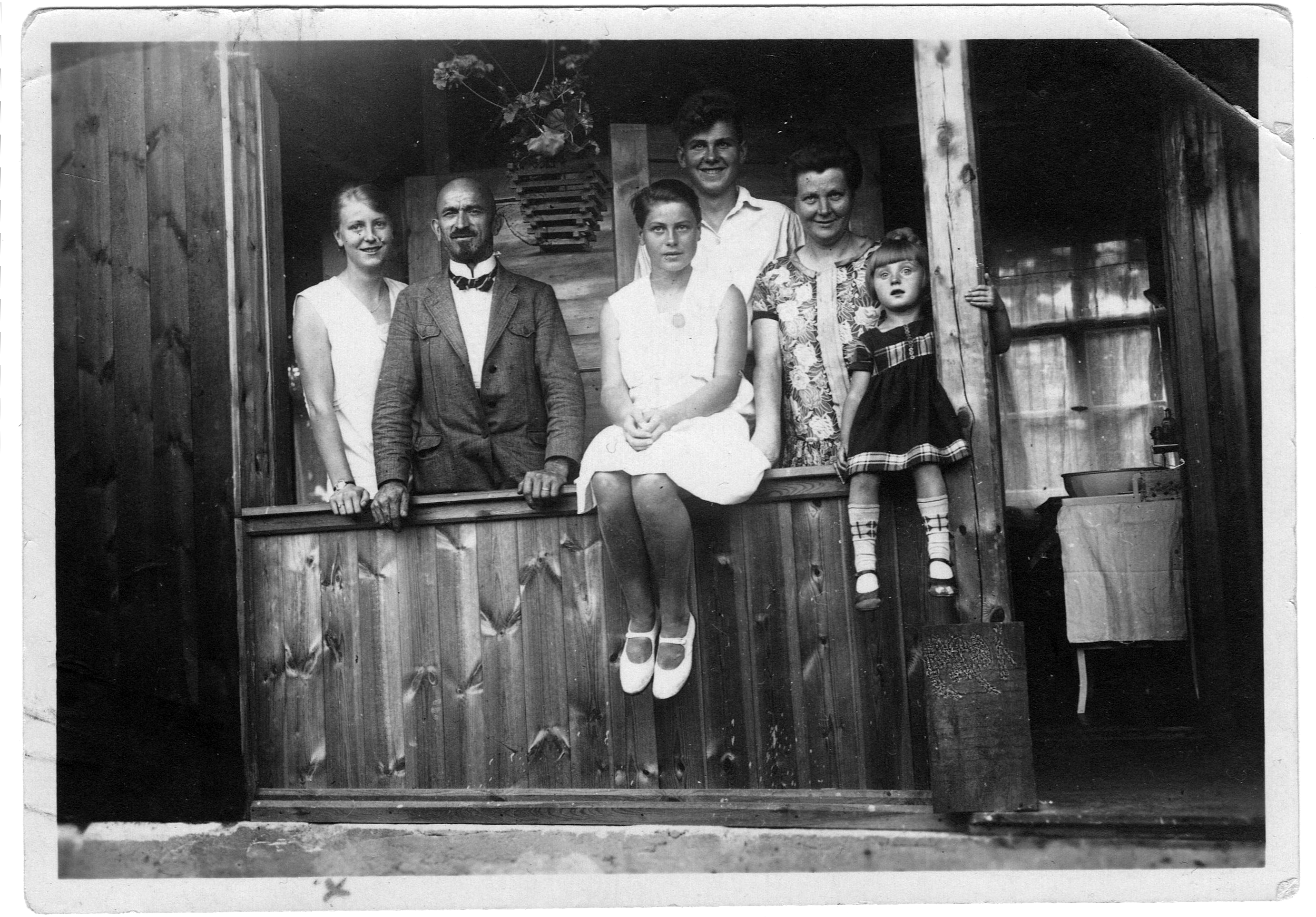
Loggia der Licht-Luft-Hütte des Vegetarischen und Diät-Erholungsheims „Hoffnung“, Bad Freienwalde, 4. August 1929, Wilhelm Seidemann mit Familie.

Wilhelm Seidemann war Mitglied der „Liedertafel“, führte einen regen Schriftverkehr und holte namhafte Vortragsredner in die Stadt. 1928 logierte z. B. Walentin Fjodorowitsch Bulgakow in der Pension und hielt einen Vortrag über den Pazifismus, Anarchismus und Vegetarismus Leo Tolstois. Auch jüdische Gäste kamen gerne, da die Küche auch koschere vegetarische Kost bot.
Während des Zweiten Weltkrieges wurde die Pension von der Nationalsozialistischen Volkswohlfahrt beschlagnahmt und als Erholungsheim für Rüstungsarbeiter und für Berliner „werdende Mütter“ genutzt.